# Forza Motorsport (2023)
Forza Motorsport je závodní simulátor z roku 2023, který vyvinula společnost Turn 10 Studios a vydala společnost Xbox Game Studios. Hra byla vydána 10. října 2023 pro Windows a Xbox Series X/S.

## Hratelnost a ohlasy
Jedná se o třináctý hlavní díl série Forza, ačkoli se jedná o osmý titul Forza Motorsport, který následuje Forza Motorsport 7. Jedná se o restart série, který upouští od pořadového číslování předchozích dílů. Hra se po vydání dočkala pozitivních recenzí od kritiků, ale obecně negativního přijetí ze strany komunity.

## Budoucnost
V červenci 2025, necelé dva roky po vydání hry, byla téměř polovina zaměstnanců Turn 10 Studios propuštěna společností Microsoft. Zbývající studio bylo restrukturalizováno na podpůrný tým pro budoucí díly Forza Horizon pod hlavičkou Playground Games, který navíc pomáhal s vývojem enginu ForzaTech, čímž se Forza Motorsport pravděpodobně stala posledním dílem stejnojmenné série.